# Tramwaje w Riihimäki
Tramwaje w Riihimäki − niezrealizowany system komunikacji tramwajowej w fińskim mieście Riihimäki.

## Historia
Projekt budowy systemu komunikacji tramwajowej w Riihimäki został przygotowany przez Otto I. Meurmana w 1922. Nigdy jednak nie uruchomiono tramwajów w Riihimäki. 